# Gaspard et Robinson
Pour plus de détails, voir Fiche technique et Distribution.
Gaspard et Robinson est un film français réalisé par Tony Gatlif, sorti en 1990.

## Synopsis
Une vieille dame s'endort au bord d'une route, seule. C'est l'histoire de sa rencontre avec Gaspard et Robinson, deux amis qui se réinventent une vie en retapant une maison laissée à l'abandon sur une plage...

## Fiche technique
- Réalisateur : Tony Gatlif
- Producteur : Marie Chouraqui (Les Films de la Colline)
- Producteurs associés : Jean-Bernard Fetoux et Sylvie Genevoix
- Producteur exécutif : Robert Benmussa
- Scénaristes : Tony Gatlif et Marie-Hélène Rudel
- Directeur de la photographie : Dominique Chapuis
- Compositeur : Michel Legrand
- Monteur Olivier : Mauffroy
- Chef décorateur : Denis Mercier
- Costumière : Aurore Vicente
- Assistant réalisateur : Frédéric Goupil et Philippe Letode
- 1er assistant réalisateur : Thierry Meunier
- Ingénieur du son : François Musy
- Photographe de plateau : Patrick Camboulive

## Distribution
- Gérard Darmon : Gaspard
- Vincent Lindon : Robinson
- Suzanne Flon : Mamie
- Bénédicte Loyen : Rose
- Charlotte Girault : Eve
- Stefany Escudero : Suzy
- Christian Gazio : Michel
- Rolande Bouchet : la compagne de Michel
- Julien Bukowski : l'homme
- Roselyne Villaumé  : la femme
- Antonio Cauchois le patron
- Anne Haybel : la patronne
- Anna Gladysek : Marie-Louise
- Michel Stefanni l'homme nu
- Alexandre Legallic : l'homme du camion